# ويليام موريسون
ويليام موريسون (21 مايو 1850 في المملكة المتحدة - 31 أكتوبر 1910 في نيوزيلندا) (بالإنجليزية: William Morrison) هو لاعب كريكت نيوزلندي.

## وصلات خارجية
- ويليام موريسون على موقع إي آس بي آن كريك إنفو (الإنجليزية)